# Tricesimo
Tricesimo – miejscowość i gmina we Włoszech, w regionie Friuli-Wenecja Julijska, w prowincji Udine.
Według danych na rok 2004 gminę zamieszkiwały 7304 osoby, 429,6 os./km².